# Brachyopa tristis
Brachyopa tristis är en tvåvingeart som beskrevs av Kassebeer 2001. Brachyopa tristis ingår i släktet savblomflugor, och familjen blomflugor.
Artens utbredningsområde är Tunisien. Inga underarter finns listade i Catalogue of Life.